# Don’t Poison Your Heart
Don’t Poison Your Heart – singiel polskiego piosenkarza Michała Szpaka, mający swoją premierę 22 listopada 2017. Utwór skomponował Andy Palmer, a tekst napisał Kamil Varen. Utwór jest balladą utrzymaną w stylu rockowym.
Nagranie znalazło się na 35. miejscu listy AirPlay – Top, najczęściej odtwarzanych utworów w polskich rozgłośniach radiowych.

## Historia utworu

### Geneza
Utwór skomponował Andy Palmer, a tekst napisał Kamil Varen. Singel został wydany w formacie digital download 22 listopada 2017 roku. Piosenka została wydana jako singiel zapowiadający drugi album studyjny artysty, którego premiera odbyła się 7 września 2018 roku. Tekst piosenki „porusza problem hejtu i fake’u, szczególnie w sieci”.

### Teledysk
24 listopada 2017 roku w serwisie YouTube ukazał się oficjalny teledysk do piosenki, za którego reżyserię odpowiadała Agencja Artystyczno-Reklamowa As Plus Sławomira Sokołowskiego, a za montaż odpowiedzialny był Miron Broda.

### Wykonania na żywo
Pierwsze wykonanie utworu na żywo miało miejsce 25 listopada 2017 roku w finale ósmej edycji programu TVP2 The Voice of Poland. Michał Szpak zaśpiewał utwór w duecie ze swoją podopieczną Martą Gałuszewską. 2 grudnia piosenkarz wykonał piosenkę w finale wyborów Mister Supranational 2017.

## Lista utworów
- Digital download[2]

1. „Don’t Poison Your Heart” – 2:59

## Notowania

### Pozycje na listach airplay
| Kraj   | Lista (2017–18)   | Najwyższa pozycja |
| ------ | ----------------- | ----------------- |
| Polska | AirPlay – Top     | 35                |
| Polska | AirPlay – Nowości | 1                 |